# Roland TR-909

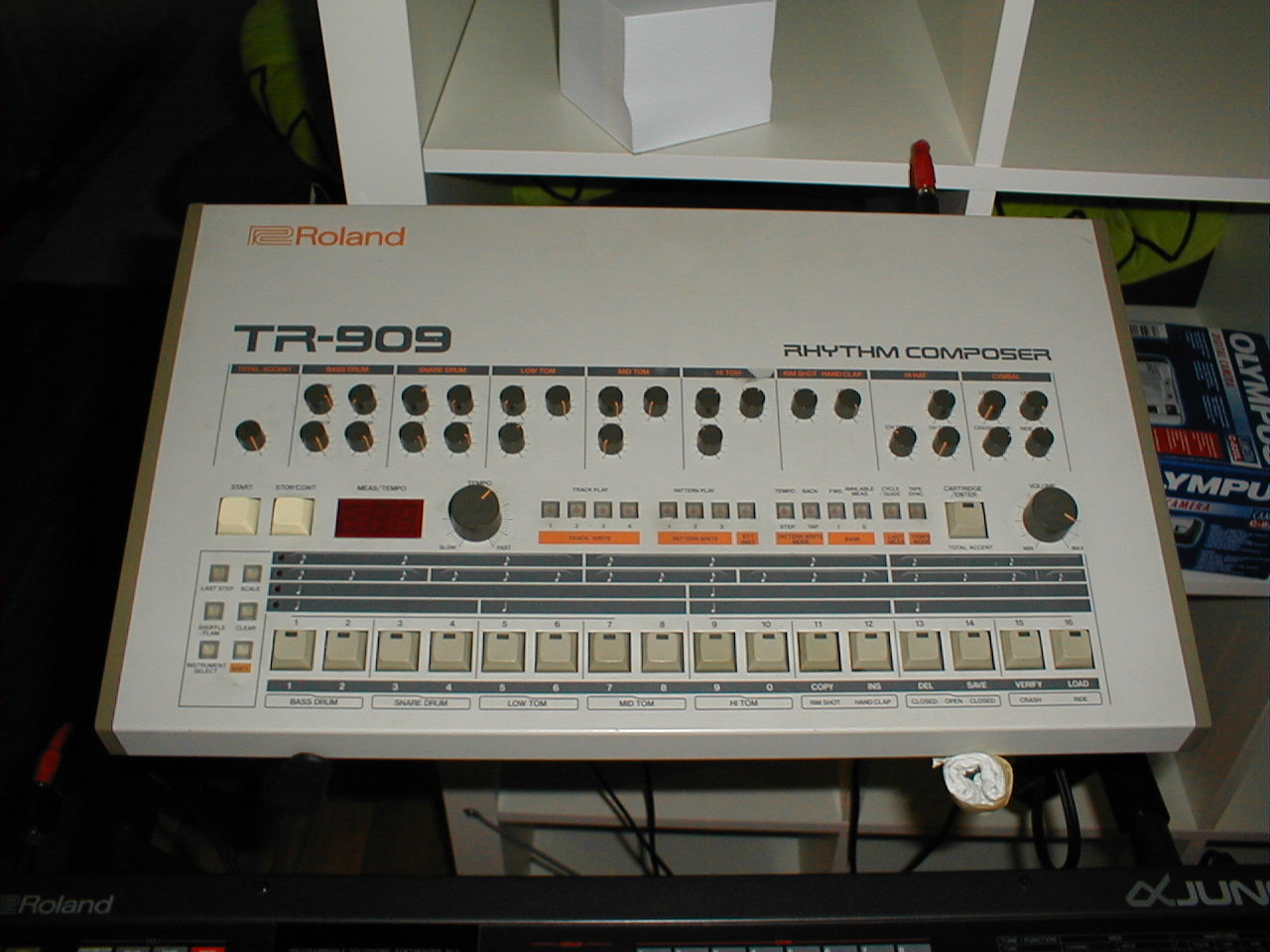
Драм-машина Roland Tr-909

Roland TR-909 (укр. Рола́нд TR-909) — драм-машина, що вироблялася фірмою Roland в 1984—1985 роках.

## Опис
Існструмент спроектував Тадао Кікумото, який раніше працював над проектом TB-303.
Сам пристрій генерує звук, частково із застосуванням цифрових, а частково аналогових технологій. Вбудований покроковий секвенсер уможливлює програмування ритмічних послідовностей. TR-909 був одним із перших інструментів з MIDI-інтерфейсом. Загалом у ці роки було виготовлено близько 10 000 інструментів.
Завдяки своєму специфічному звуку, TR-909 став надзвичайно популярним серед творців танцювальної електронної музики. Головним чином інструмент використовувався в музиці таких напрямків як хауз, техно та ейсід-техно.
Пізніше, оскільки інструмент був популярним, але їх кількість була відносно невеликою (лише 10000), а також з розвитком технолонгій стали виготовляти різноманітні синтезатори, як апаратні так і програмні, які імітували звук TR-909. Серед найвідоміших програмних емуляторів драм-машини — Drumazon та ReBirth RB-338